# Daniel Fasanella
San Daniel Fasanella (Daniele Fasanella) (Belvedere Marittimo, finales del siglo XII - Ceuta, 10 de octubre de 1227) fue un mártir católico de la provincia de Cosenza, en el antiguo Reino de Sicilia. Fue miembro de la Orden de los Frailes Menores y fundó el convento de Santa María del Socorro (CS - Rogliano) y el de Gerace Superiore (RC). Ejerció como ministro provincial de Calabria en su orden religiosa.
En 1227, junto a otros seis hermanos franciscanos, viajó a Tarragona y de allí a Ceuta, en aquellos tiempos en poder de los almohades, donde fueron detenidos por predicar sin el permiso de las autoridades locales.  Ante su negativa a abjurar de su fe para abrazar el islam, los siete fueron decapitados el 10 de octubre de ese mismo año.
Según algunos autores, los cuerpos fueron recuperados por los mercaderes cristianos y depositados en la alhóndiga ceutí hasta que en 1251 el infante Pedro de Portugal ordenó que fueran trasladados a la península ibérica y sepultados en Braga; 
otros alegan que en este punto de la historia se les confunde con los Mártires de Marrakech y que sus restos se encuentran en algún lugar desconocido de Ceuta.
Los siete fueron canonizados por el papa León X el 22 de enero de 1516, que fijó la fecha de su aniversario el 13 de octubre por ser el día 10 la octava de San Francisco.

## Patronazgo
San Daniel es santo patrón de su localidad natal y de la Ciudad Autónoma de Ceuta, cuya festividad es el 10 de octubre.